# Формиат калия
Формиа́т ка́лия (ка́лий муравьиноки́слый, химическая формула — HCOOK или KHCO2) — органическое соединение, калиевая соль муравьиной кислоты. 
В чистом виде, формиат калия — это белый мелкокристаллический порошок без запаха.

## Химические свойства
1. Нагревание формиата калия выше 360 °С приводит к образованию оксалата калия:
{\displaystyle {\mathsf {2HCOOK=(COOK)_{2}+H_{2}}}.}
2. Формиат калия, как и другие формиаты, проявляет свойства восстановителя:
- Нагревание водных растворов в присутствии кислорода приводит к постепенному образованию карбоната калия:

{\displaystyle {\mathsf {2HCOOK+O_{2}=K_{2}CO_{3}+CO_{2}+H_{2}O}};}

## Получение
Существует множество лабораторных способов получения формиата калия:
- 1. Взаимодействие гидроксида, карбоната или гидрокарбоната калия с муравьиной кислотой

{\displaystyle {\mathsf {KOH+HCOOH=HCOOK+H_{2}O}};}
- 2. Омыление формамида гидроксидом калия:

{\displaystyle {\mathsf {HCONH_{2}+KOH=HCOOK+NH_{3}}};}
- 3. Кипячение водных растворов цианида калия:

{\displaystyle {\mathsf {KCN+2H_{2}O=HCOOK+NH_{3}}};}
- 4. С помощью галоформной реакции:

{\displaystyle {\mathsf {C_{2}H_{5}OH+4KOCl=CHCl_{3}+HCOOK+KCl+2KOH+H_{2}O}};}
- 5. Взаимодействие гидрида калия с углекислым газом:

{\displaystyle {\mathsf {KH+CO_{2}=HCOOK}};}
- 6. Щелочной гидролиз метилформиата:

{\displaystyle {\mathsf {HCOOCH_{3}+KOH=HCOOK+CH_{3}OH}};}
В промышленности соль получают взаимодействием водных растворов гидроксида калия с угарным газом при повышенном давлении и температуре:
{\displaystyle {\mathsf {KOH+CO=HCOOK}}.}
Альтернативным является вариант взаимодействия сульфата калия и гидроксида кальция с угарным газом:
{\displaystyle {\mathsf {K_{2}SO_{4}+Ca(OH)_{2}+CO=CaSO_{4}+2HCOOK}}.}

## Применение
Соединение широко используется в виде водного раствора в качестве жидкости для добуривания и реконструкции буровых скважин. В строительстве применяется как антиморозная присадка в бетон, добавка к штукатурке и плиточному клею. Служит хладоносителем (в виде раствора) для холодильных установок и компонентом антигололёдных реагентов. В пищевой промышленности применяется в качестве консерванта и заменителя соли.
Используется как добавка в противогололедные материалы для снижения воздействия на окружающую среду и на металлические части транспорта, искусственных сооружений объектов дорожного хозяйства (ингибитор коррозии).